# Blaudusinae
Blaudusinae is een onderfamilie van kielwantsen. De familie werd voor het eerst wetenschappelijk beschreven door Kumar in 1974.

## Taxonomie
De familie bevat de volgende geslachten:

- Tribus: Blaudusini Kumar, 1974
  - Andriscus Stål, 1876
  - Bebaeus Dallas, 1851
  - Blaudus Stål, 1872
  - Duadicus Dallas, 1851
  - Hiarchas Distant, 1910
  - Mochus Distant, 1910
  - Monteithiessa Kumar, 1974
  - Noualhieridia Breddin, 1898
  - Panaetius Stål, 1865
  - Stauralia Dallas, 1851
  - Xosa Kirkaldy, 1904
- Tribus: Lanopini Kumar, 1974
  - Abulites Stål, 1876
  - Acrophyma Bergroth, 1917
  - Anischys Dallas, 1851
  - Aposinopla Carpintero & De Biase, 2020
  - Ea Distant, 1911
  - Galgacus Distant, 1899
  - Hellica Stål, 1867
  - Lanopis Signoret, 1863
  - Phorbanta Stål, 1867
  - Sinopla Signoret, 1864
  - Sniploa Signoret, 1863